# 염소자리 델타

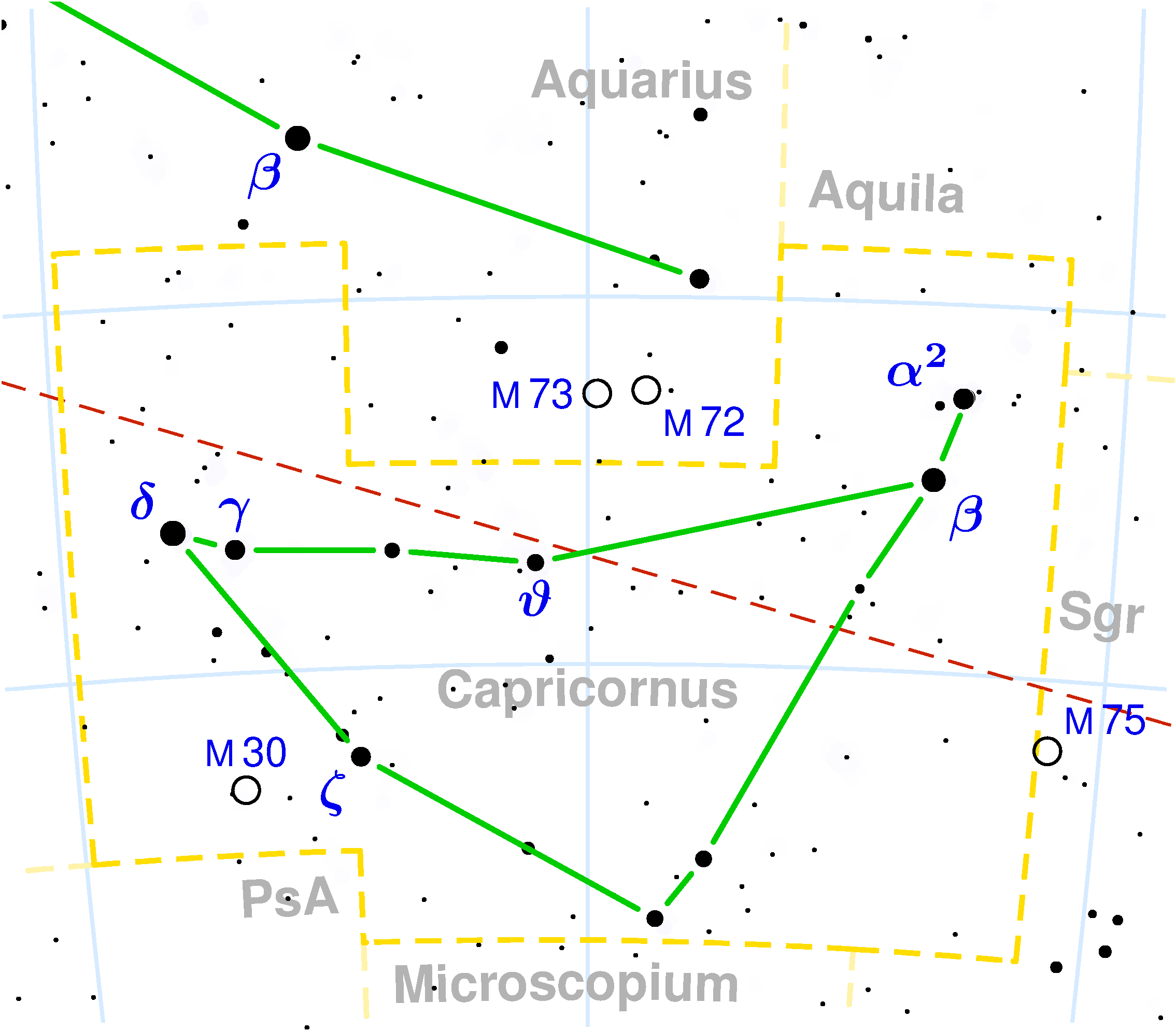
δ 기호가 염소자리 델타이다.

염소자리 델타(Delta Capricorni, δ Cap, δ Capricorni)는 염소자리에 있는 사중성계로, 지구에서 약 39광년 떨어져 있다. 전통적으로 내려오는 이름으로 데네브 알게디(Deneb Algedi) 또는 스케디(Scheddi)라고 불려 왔다.
데네브 알게디는 아랍어 ذنب الجدي (사나부 알자디)에서 왔으며 이는 '염소의 꼬리'라는 뜻이다. 염소 꼬리 외에도 물고기의 꼬리로도 인식되었기 때문에 점성학적으로 이 별의 의미는 고정되어 있지 않고, 행운과 액운 둘 다 의미한다. 이 별은 중세 점성학의 베헤니안 항성 중 하나이며 옥수, 마조람, 카발라 문양 과 연관되어 있다.
염소자리 델타는 황도 근처에 있기 때문에 달에 의해 자주 가리워지며, 아주 드물게 행성들이 이 별을 가릴 때도 있다.
염소자리 델타는 네 개의 별로 이루어진 사중성계이다. 가장 밝은 염소자리 델타 A는 전형적인 분광형 A 주계열성의 특징을 보여주며, 겉보기 등급은 +2.85이다. 사실 A는 두 개의 별로 이루어진 분광쌍성이자 식쌍성이다. 두 별의 밝기는 각각 +3.2와 +5.2이며 0.0018초각 떨어져 있다. 반성은 주성의 주위를 1.022768일 주기로 공전하며, 반성을 가리면서 밝기를 0.2등급 떨어뜨린다.
나머지 두 개의 별은 A에서 멀리 떨어져 있다. 염소자리 델타 C는 A에서 1분각 떨어져 있으며 밝기는 16등급으로 매우 어둡다. 염소자리 델타 D는 A에서 2분각 떨어져 있고 밝기는 13등급이다.

## 같이 보기
- 알게디
- 데네브

## 참고 문헌
1. ↑  Batten, A. H., 1961, "The spectroscopic orbit of delta Capricorni (HD 207098)", Publ. Dominion Astrophys. Obs., 11, 395-403.
2. ↑  Wright, Anne (2003). "The Fixed Stars: Deneb Algedi" 보관됨 2005-06-16 - 웨이백 머신. Retrieved July 28, 2005.

- Malasan, H. L. et al, 1989, "Delta Capricorni - an evolved binary or a main-sequence binary?", Astronomical Journal, vol. 97, pp. 499-504.